# Thomas Gray

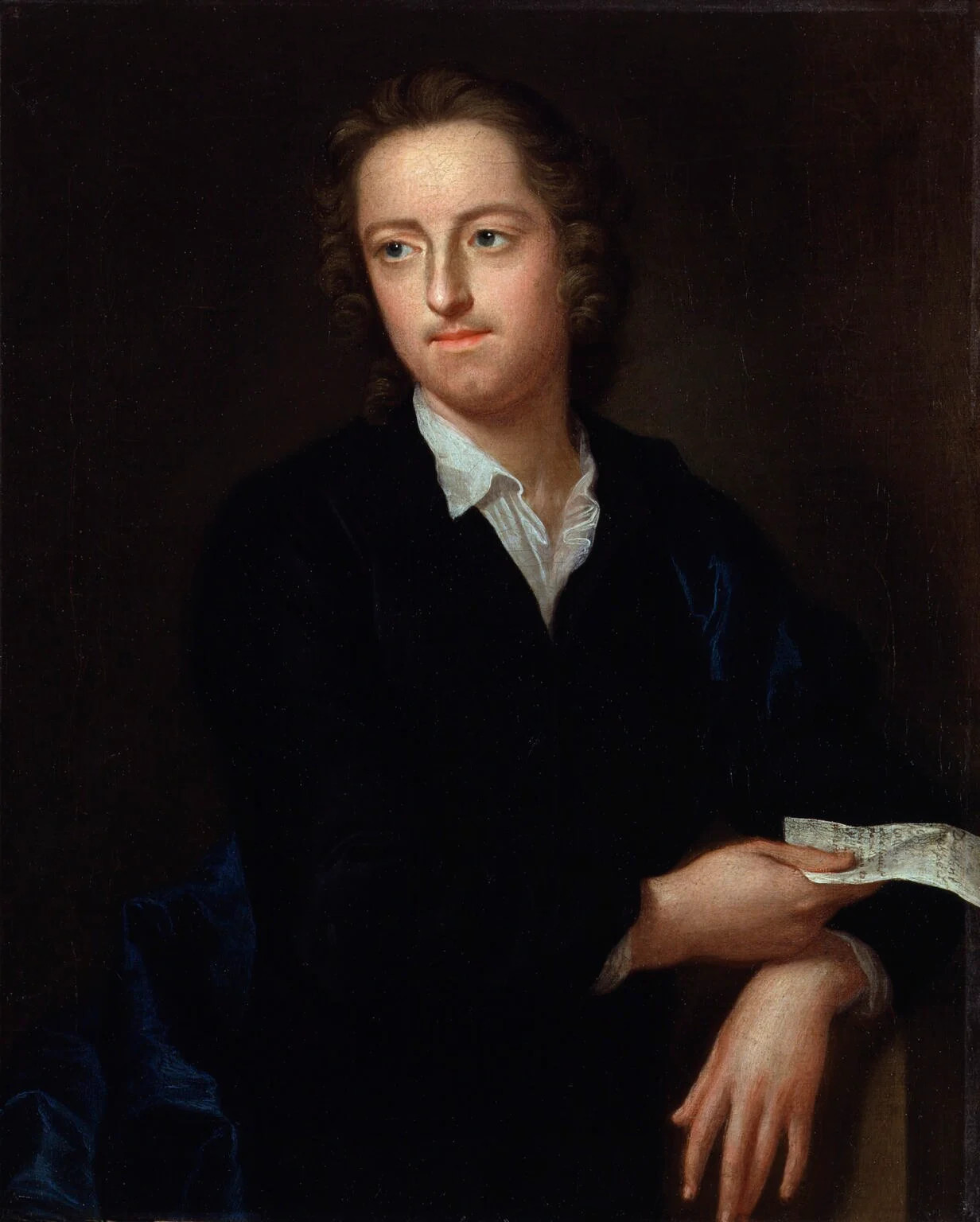
Thomas Gray, porträtterad av John Giles Eccardt.

Thomas Gray, född 26 december 1716 i London, England, död 30 juli 1771 i Cambridge, England, var en engelsk poet och historiker. Elegy Written in a Country Churchyard (1751) är en av hans mest kända dikter. Hans dikter inleder den engelska förromantiken.

## Biografi
Thomas Gray gjorde 1739–1741 tillsammans med Horace Walpole en resa genom Frankrike och Italien, levde därefter som rättslärd i Cambridge och blev 1768 professor i nyare historia där. Sin resa beskrev Gray i sina Letters, journal of a tour in Italy. Hans dikter, vilka utgavs 1768 samlade för första gången, trycktes i en stor mängd upplagor.

## Författarskap
Mest berömd bland Grays dikter är hans Elegy Written in a Country Churchyard 1751, som tolkats på en mängd språk. Till svenska översattes den av Axel Gabriel Silverstolpe i Läsning i blandade ämnen (1798) och senare av Arvid Stålhane (omtryckt i All världens lyrik, 1943). Den utgörs av 32 strofer, inklusive en epitaf om tre strofer, om fyra verser var. Versen är rimmad femfotad jamb. Dikten företräder förromantikens signifikanta kyrkogårdsromantik och kvällningsmotiv, skapad med en suggestiv rytmik. Diktarjaget befinner sig på församlingens allmänna kyrkogård medan "aftonklockan klämtar den döende dagens själaringning", och funderar över de människor som vilar där – de flesta är vanliga bönder som "ärelystnaden inte må håna" för att "minnet inte rest några äretroféer över deras grav". För under grästuvorna vilar kanske "något hjärta som en gång var fyllt av himmelsk eld" liksom "mången juvel är gömd i havets outforskade grotta". En gråhårig lantman som diktarjaget brukade se, blev begravd på kyrkogården, och hans epitaf återges som diktens slut. 
Gray bidrog till klassicismens avlösning av förromantiken genom sina oden, vilka i sin musikaliska form och elegiska stämning vid sidan av James Thomsons och Edward Youngs dikter betecknar övergången. On the spring och On a distant prospect of Eton college är naturlyriska, The bard har walesiskt ämne, The fatal sisters och The descent of Odin anspelar på den nordiska mytologin och var därför även i stoffligt hänseende nydanande.